# أم الصبيان
أم الصبيان أو أم الدويس اسم لمخلوق يعتقد البعض بوجوده تنتشر الحكايات عنه في اليمن وبعض دول الخليج العربي وفي جنوب غرب إیران الأحواز وخاصة مدینة الفلاحية، وهو عبارة عن أنثى غول شديدة البشاعة لها أرجل بقرة. تتنكر غالبًا في شكل امرأة جميلة تظهر ليلاً أو قبل الفجر؛ تخطف الرجال وتتزوجهم، أو تسخطهم إذا رفضوا الزواج

## أصلها
تنسبها بعض الحكايات الشعبية إلى الجن، ويرى بعضها أن أم الصبيان هي إحدى أشكال السعلاة، كما أنها تماثل الثقوبة؛ الجنية الغربية في خطف الرجال.

## أعمالها
تُنسب إلى أم الصبيان أعمال كثيرة غير خطف الرجال، فلها صرخة قد تسبب الموت أو الجنون، كما أنها قد تظهر بشكلها الحقيقي البشع للبعض في الظلام فتتسبب في جنونهم أو موتهم، وفي بعض الأحيان فإن أم الصبيان تأكل البشر، خصوصًا الأطفال.
أيضاً، فإن أم الصبيان ذات ارتباط بالسحر.

## عائلة أم الصبيان
أم الصبيان تعني أم الأولاد الذكور في اللغة العربية، لكن أبناء صياد المشهورين في القصص الشعبية ليسوا من الذكور، وإنما أنثى تُسمى صَيَاد، يرى البعض أنها أم الصبيان نفسها، ويرى آخرون أنها أختها الصُغرى، وتشكل صياد مع أم الصبيان ثنائيا مُرعبًا في التراث الشعبي، يقدر على عمل الخوارق وإيقاع الشر المطلق بالبشر، ويختار ضحاياه لا على التعيين.
هُناك بعض الحكايات التي تجعل لأم الصبيان أبًا، وزوجًا أحيانًا، لكن هذه الحكايات غير شائعة بقدر الحكايات عن صياد، وهُناك علاقة تجمع أم الصبيان وصياد بالدجرة، المخلوق الخرافي المكون من رأس امرأة وجسم كلبة.
أم الدويس. هي نفسها أم الصبيان لكن تسمى في الإمارات بأم الدويس ولها نفس المواصفات تقريبا.

## دائرة حكايات أم الصبيان
تشيع حكايات أم الصبيان في مناطق اليمن الجبلية، كما تتواجد في المناطق الساحلية بصيغ مختلفة، وتوجد أيضًا في بعض دول الخليج العربي خصوصًا في المناطق السعودية المحايدة لليمن والقريبة منها.
في المناطق الجبلية تترافق أم الصبيان مع صياد، وحيوان خرافي آخر هو الطاهش في تشكيل الحكايات الشعبية، ويصل المعتقد في بعض المناطق إلى الإيمان التام بوجودها وبأنها سيدة الغيلان.
وفي المناطق الساحلية تشيع صورتها كجنية (أو سكنية)، ذات قدرات خارقة وارتباطات بملك الجان، والممالك الماورائية.
ويشكل الخوف السمة الأبرز لحكايات أم الصبيان التي تمثل القبح والشر المتزايد الذي لا راد له.